# Liste der Nebenflüsse des Schwarzbachs (Blies)
Die Liste der Nebenflüsse des Schwarzbachs enthält eine Übersicht über sämtliche Zuflüsse des Gewässers.
- Pferdsbach (links), 0,7 km
- Hölzenklingbächel (links), 0,8 km
- Ramschelbach (links), 3,3 km
- Kleinkirchtalbach (links), 1,8 km
- Schleifenbächel (links), 1,3 km
- (Bach am Fallensteig) (links), 0,4 km
- Hahnenseybach (rechts), 2,5 km
- (Bach im Staatsforst Johannis) (rechts), 0,5 km
- (Bach am Rappersborner Fels) (rechts), 0,6 km
- Rauschenbach (links), 1,7 km
- Hermersbächel (rechts), 0,9 km
- Hundsbächel (rechts), 4,2 km
- Dinkelsbächel (rechts), 1,9 km
- Hollertalbach (links), 1,4 km
- (Bach am Forsthaus Heidelsburg) (links), 0,1 km
- Dietersbach (links), 1,3 km
- Moosalbe (rechts), 25,8 km
- Klapperbach (rechts), 5,3 km
- Schorbächel (rechts), 1,6 km
- Rodalb (links), 25,8 km
- (Bach aus der Alschbacher Klamm) (rechts), 0,5 km
- (Bach aus der Rieslochklamm) (rechts), 2,4 km
- (Bach vom Kühlbrunnen) (links), 0,4 km
- Höhfröschener Bach (links), 2,2 km
- Kleiner Froschgraben[1] (links), 0,3 km
- Runzenbach (rechts), 0,4 km
- Wallhalb (rechts), (mit Stuhlbach[2]) 18,7 km
- Floßbach (rechts), 0,8 km
- Mohrbach (links), 2,0 km
- Sulzgraben oder Hintersbach (rechts), 2,1 km
- Jägerbach (rechts), 2,5 km
- Marbach (rechts), 1,2 km
- Aschbach (links), 5,8 km
- (Bach vom Weihertalkopf) (links), 0,8 km
- Aschbach (links), 0,1 km
- (Bach am Ehringer Wald) (links), 0,5 km
- Stambach (rechts), 2,8 km
- Hohlbach (rechts), 1,7 km
- (Bach am Mühlberg) (links), 1,1 km
- Contwiger Graben (rechts), 1,0 km
- Gartengraben (rechts), 0,4 km
- Wiesengraben (rechts), 0,2 km
- (Gewässer am Bettelmannsfels) (rechts), 0,4 km
- Fasaneriebach (links), 0,9 km
- Auerbach (rechts), 16,5 km
- Bombach (rechts), 2,3 km
- Bleicherbach (links), 1,0 km
- (Bach aus der Quelle von Ernstweiler) (rechts), 1,1 km
- Bautzenbach (Jammertalbach) (rechts), 3,7 km
- Hornbach (links), 32,8 km
- Dörmersklamm (links)
- Hungerbergbach (links)
- Kandelgrundbach (rechts)